# Хасиков, Бату Сергеевич
Бату́ Серге́евич Ха́сиков (калм. Хаска Бату; род. 28 июня 1980, Москва) — российский государственный и политический деятель. Глава Республики Калмыкия с 21 сентября 2019 (врио 20 марта — 21 сентября 2019). Секретарь Калмыцкого регионального отделения партии «Единая Россия» с 22 марта 2022. Член Президиума регионального политического совета партии «Единая Россия».
Депутат Народного Хурала (Парламента) Республики Калмыкия (2008—2012). Член Совета Федерации Федерального собрания Российской Федерации — представитель от исполнительного органа государственной власти Республики Калмыкия (2012—2014). Советник руководителя Федерального агентства по делам молодёжи (2017—2019).
Спортсмен-кикбоксер, многократный чемпион мира среди профессионалов.
По званию — старший лейтенант милиции.

## Биография
Бату Сергеевич Хасиков родился 28 июня 1980 года в Москве, вырос в Калмыкии в городе Каспийский (ныне Лагань).
Отец — Хасиков Сергей Санжигоряевич, калмык, инженер-технолог, родился 7 сентября 1952 года в селе Сорокино в Манском районе Красноярского края.
Мать — Хасикова Фирюза Шарифуллаевна, татарка, преподаватель иностранных языков в школе.

## Образование
Окончил лаганскую общеобразовательную школу № 3.
1997—2003 — факультет физической культуры Московского педагогического государственного университета.
Продолжил образование в аспирантуре Российской академии народного хозяйства и государственной службы при Президенте Российской Федерации, где в 2011 году под научным руководством доктора исторических наук, профессора К. В. Калининой защитил диссертацию на соискание учёной степени кандидата политических наук по теме «Политика Российского государства в области физической культуры и спорта: проблемы формирования и реализации» (специальность: 23.00.02 — Политические институты, процессы и технологии). Официальные оппоненты — доктор политических наук, профессор Г. Г. Гольдин, кандидат экономических наук В. А. Дудов. Ведущая организация — Российская международная академия туризма.
В сентябре 2013 года в рамках попыток ряда представителей общественности оказать воздействие на рассмотрение проекта Федерального закона «О Российской академии наук, реорганизации государственных академий наук и внесении изменений в отдельные законодательные акты Российской Федерации» была опубликована информация, содержащая подготовленную Вольным сетевым сообществом «Диссернет» критику диссертаций некоторых депутатов Государственной Думы и членов Совета Федерации, в числе которых была кандидатская диссертация Хасикова.
16 февраля 2016 года на заседании диссертационного совета Российского университета дружбы народов в Москве в ходе рассмотрения заявления представителей «Диссернет» был лишён степени кандидата политических наук ввиду многочисленных механических заимствований. Было выявлено, что в тексте своей диссертации Хасиков воспроизвёл часть чужого научного труда, заменив «Карачаево-Черкесию» на «Калмыкию», а также произвёл ряд других некорректных заимствований. 7 апреля 2017 года Приказом Минобрнауки России № 315/нк Хасиков Б. С. лишен ученой степени кандидата политических наук.
В ноябре 2019 года окончил программу профессиональной переподготовки в Высшей школе экономики и защитил диплом по квалификации «Мастер делового администрирования — Master of Business Administration (MBA)» по специализации «МБА — Управление проектами».
20 августа 2020 года стал выпускником третьего потока Программы развития кадрового управленческого резерва Высшей школы государственного управления (ВШГУ) РАНХиГС.

## Спортивная карьера
В 6 лет родители отдали его в футбольную секцию. С 11 лет начал заниматься карате-кёкусинкай под руководством Александра Викторовича Алымова. Кроме этого, занимался в художественной школе, танцевал в детском ансамбле.
В дальнейшем пробовал силы в рукопашном бою, боевом самбо, джиу-джитсу, тайском боксе.
С 2005 года начал на постоянной основе выступать в кикбоксинге (фулл-контакт с лоу-киком).
В 2000—2001 годах выиграл ряд соревнований по карате-кёкусинкай и карате-сэйвакай.
На протяжении 2005—2010 годов стал трёхкратным чемпионом России WAKO, чемпионом Европы (WAKO), завоевал чемпионские пояса в среднем весе в трёх из пяти ведущих организаций кикбоксинга: в ноябре 2007 года выиграл титул ISKA у американца Харриса Норвуда, в октябре 2009 года в бою за вакантный титул WAKO-Pro победил португальца Рикарду Фернандеша, а в ноябре 2010 года завоевал титул WKA в бою с итальянцем Фабио Корелли.
В 2011 году начал выступать в разделе К-1 кикбоксинга, победив двух известных бойцов — Алберта Крауса (в марте) и Майка Замбидиса (в ноябре; в этом бою завоевал титул чемпиона по версии W5).
4 мая 2012 года на фестивале единоборств «Битва в Калмыкии» одержал победу над южноафриканским бойцом Уорреном Стевелмансом.
16 октября 2012 года в бою с иранским бойцом Мохаммедом-Резой Назари завоевал титул чемпиона мира в разделе К-1 по версии WAKO-Pro (до 75 кг).
3 ноября на турнире «Битва под Москвой 8» одержал победу нокаутом в поединке с армянско-голландским кикбоксером Гаго Драго, несмотря на серьёзное рассечение, полученное в ходе боя.
28 марта 2014 года в Москве во дворце спорта «Лужники» состоялось спортивно-светское мероприятие «Битва 15», организованное промоутерской компанией Fight Nights. Главным событием турнира стал реванш между Бату Хасиковым и Майком Замбидисом. Хасиков в преддверии боя заявил, что закончит спортивную карьеру в случае победы, которая позволила бы ему уйти непобеждённым. С первых минут боя Хасиков взял контроль над поединком и постоянно оказывал давление на соперника. В третьем раунде грек активизировался, успешно действовал в контратаке и сериями пробивал оборону Хасикова, однако россиянин в концовке раунда коленом рассёк ему бровь. Но значительных оснований для остановки боя не было. Несмотря на попытки Замбидиса изменить ход противостояния, Бату Хасиков по итогам 5 раундов одержал победу решением судей.
В любительской карьере Бату Хасиков провёл более 200 поединков.

## Кинокарьера
В 2011 году дебютировал в кино в фильме «Бой с тенью 3D: Последний раунд».
С 2007 по 2015 год снялся в четырёх художественных и двух документальных фильмах.

## Fight Nights
Является одним из основателей Fight Nights — промоутерской компании в области индустрии профессиональных единоборств и создания телевизионного контента. До назначения членом Совета Федерации являлся продюсером и бойцом компании.

## Общественно-политическая деятельность, государственная служба
2003—2008 — служба в рядах милиции. Имеет звание старшего лейтенанта милиции.
В марте 2008 года прохождение службы приостановлено в связи с избранием депутатом Народного Хурала (Парламента) Республики Калмыкия, впоследствии — назначением членом Совета Федерации.
В марте 2008 года избран депутатом Народного Хурала (Парламента) Республики Калмыкия. Являлся членом комитета по делам молодёжи и спорта.
27 декабря 2011 года в РАНХиГС защитил кандидатскую диссертацию на тему: «Политика Российского государства в области физической культуры и спорта : проблемы формирования и реализации.»
С ноября 2012 года по сентябрь 2014 года являлся представителем в Совете Федерации Федерального Собрания Российской Федерации от исполнительного органа государственной власти Республики Калмыкия. Входил в состав Комитета Совета Федерации по науке, образованию и культуре.
8 сентября 2013 года баллотировался на выборах в Народный хурал Калмыкии от партии «Единая Россия», после избрания отказался от мандата.
В сентябре 2015 года назывался в прессе одним из возможных кандидатов на пост губернатора Калмыкии в случае досрочной отставки главы Калмыкии Алексея Орлова.
С июня 2017 по 2019 год являлся советником руководителя Федерального агентства по делам молодёжи (Росмолодёжь) Александра Бугаева.
Являлся доверенным лицом кандидата на пост Президента РФ Владимира Путина в ходе президентских выборов в России в 2018 году.
Является лидером Общероссийского общественного движения «За спортивную страну».

## Глава Республики Калмыкия
20 марта 2019 года назначен Президентом Российской Федерации Владимиром Путиным временно исполняющим обязанности главы Республики Калмыкия.
В Единый день голосования 8 сентября 2019 года, с результатом 82,57 % в первом туре выборов Главы Республики Калмыкия одержал победу. Срок полномочий завершится в 2024 году.
21 сентября 2019 года состоялась инаугурация избранного главы Республики Калмыкия Бату Хасикова.

## Санкции
30 ноября 2022 года, на фоне вторжения России на Украину, Великобритания внесла Хасикова в санкционный список, отмечая что управляемый им регион «один из самых бедных этнических республик России, из которых было призвано значительное количество мобилизованных».
24 февраля 2023 года Госдепом США включён в санкционный список лиц причастных к «осуществлению российских операций и агрессии в отношении Украины, а также к незаконному управлению оккупированными украинскими территориями в интересах РФ», в частности за «призыв граждан на войну в Украине».
1 апреля 2023 года внесён в санкционный список Украины как «глава государственного органа, осуществлявший поддержку/поощрение/публичное одобрение политики РФ, направленной на проведение военных действия и геноцид гражданского населения в Украине».

## Семья
Женат, есть дочь и сын.
Супруга Елена Хасикова, (в девичестве Щур), модельер, также занимается благотворительностью. В 2009 году окончила Уфимский государственный университет экономики и сервиса по специальности «гостиничное дело». В 2013 году окончила Национальный государственный университет физической культуры, спорта и здоровья имени П. Ф. Лесгафта по специальности «атлетизм». В марте 2019 года сообщила, что с удовольствием переедет жить в Элисту, где и проживает в настоящее время.
Бату Хасиков — буддист по вероисповеданию. 4 июня 2014 года Бату вместе со своим отцом посетили в Улан-Удэ Хамбо-лама Дамбу Аюшеева, который посоветовал тогдашнему холостяку Бату жениться.
Младший брат Аюка (родился 7 октября 1983 года) — дизайнер, директор спортивного клуба «Багатур» в Элисте, вице-президент РОФСО «ФК РК», президент РФСОО «Калмыцкая футбольная лига», президент ОО «Федерация футбола Республики Калмыкия».
Младшая сестра Иляна — детский психолог.

## Интересные факты
Бату Хасиков, первым из действующих руководителей субъектов Российской Федерации, покорил западную вершину Эльбруса (5 642 м) и развернул там флаг Республики Калмыкия.

## Награды и звания

### Спортивные титулы
- 2014 — чемпион мира по версии WKN(72,6 кг)[36]
- 2012 — чемпион мира по версии WAKO-Pro (75 кг)
- 2011 — чемпион мира по версии W5 (71,8 кг).
- 2010 — чемпион мира по версии WKA (72,5 кг)
- 2010 — чемпион мира по версии WAKO-Pro (71,8 кг)
- 2007 — чемпион мира по версии ISKA (72,3 кг)

### Спортивные звания
- Мастер спорта международного класса по кикбоксингу
- Мастер спорта России по боевому самбо
- Мастер спорта России по рукопашному бою
- Мастер боевых искусств (РСБИ)
- 1-й дан по карате-сэйвакай
- 1-й кю карате-кёкусинкай

### Спортивные награды
- Обладатель «Золотого пояса» Российского Союза боевых искусств в номинации «Самая яркая победа года» (7-я церемония вручения по итогам 2011 года)[37]

### Награды
- Медаль «Совет Федерации. 20 лет»
- Почётный знак «За заслуги в развитии физической культуры и спорта»
- Благодарность Председателя Совета Федерации Федерального Собрания Российской Федерации — за большой вклад в развитие парламентаризма в Российской Федерации и совершенствование федерального законодательства
- Заслуженный работник физической культуры и спорта Республики Калмыкия (23 ноября 2010) — за выдающиеся спортивные достижения, прославившие Республику Калмыкия[38]
- Памятная медаль «XXVII Всемирная летняя универсиада 2013 года в г. Казани» (2013)
- Медаль «За содействие органам наркоконтроля» (16 июня 2014)[39]
- Первый действующий Глава региона, покоривший Эльбрус (28 мая 2021) [40] - Глава Калмыкии Бату Хасиков взошёл на вершину Эльбруса по самому трудному, западному склону (5 642 метра). Восхождение на самую высокую вершину Европы глава республики посвятил своим землякам.
- Орден Славы и чести III степени (2025)[41]

## Фильмография
- 2011 — «Бой с тенью 3D: Последний раунд» — Антонио Куэрте
- 2011 — «Бату Хасиков. Перед боем» (документальный)
- 2012 — «Бату» (документальный)
- 2013 — Красные горы — Усиба
- 2015 — «Воин» — чемпион

## Телешоу
- Большие гонки (сезон 2011 г.; Первый Канал)
- Специальное задание (2011—2012 г.; Первый Канал)